# 沙布兰
沙布兰，前称迪維奇（‎）是阿塞拜疆的城鎮，也是迪維奇區的首府，位於該國東北部，距離首都巴庫120公里，海拔高度33米，2010年人口23,428，大部分居民信奉伊斯蘭教。